# Cabaret Voltaire (Zürich)

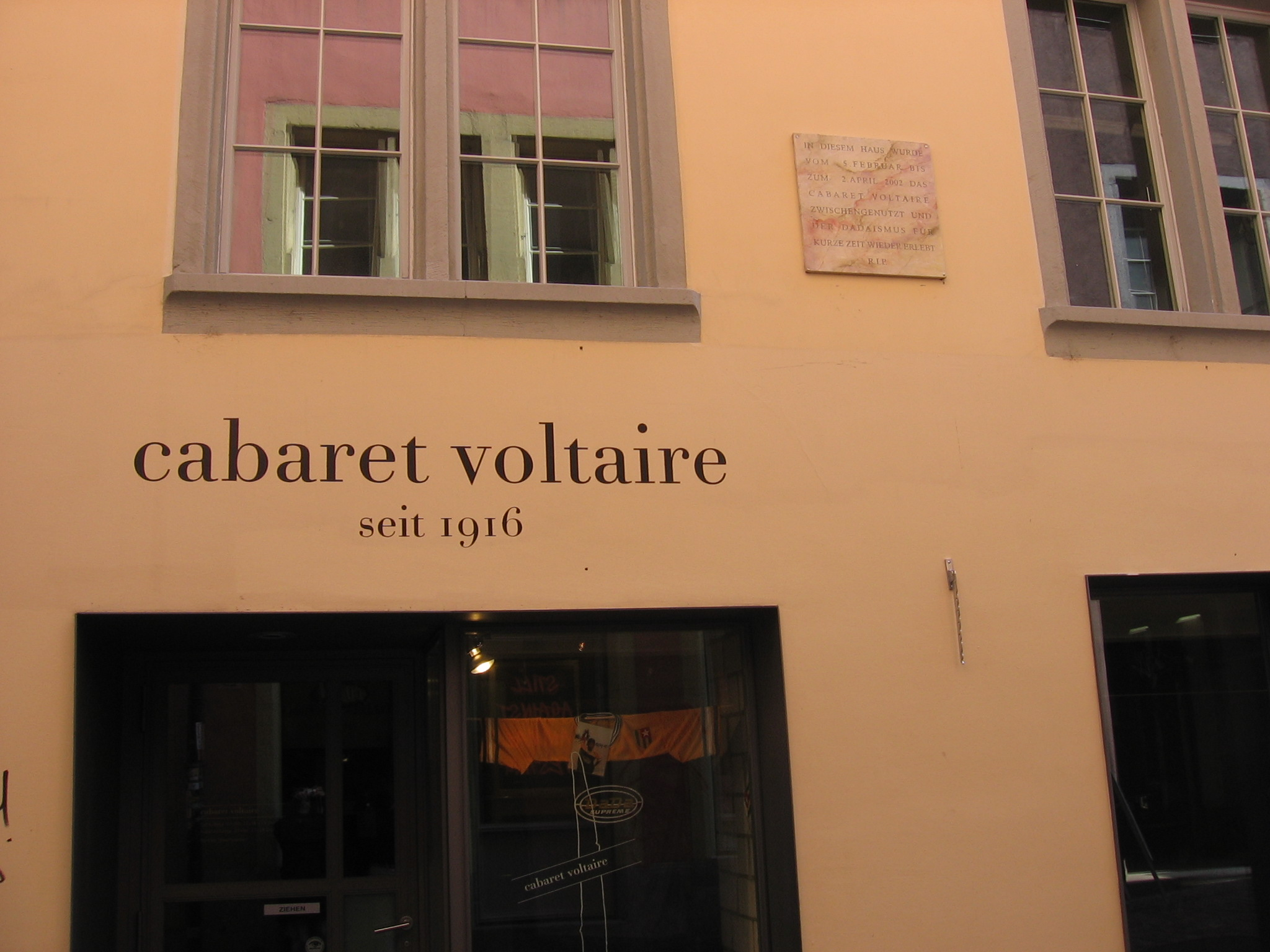
A Cabaret Voltaire ma

A Cabaret Voltaire eredetileg egy kávéház volt a svájci Zürichben, a Spiegelgasse 1. szám alatt, amit Hugo Ball művészklubbá alakított, és 1916. február 5-én, dadaista művészeti és politikai kabaré helyszíneként nyitott meg. Az alapításnál más, külföldi emigráns művészek is közreműködtek: Marcel Janco, Richard Hülsenbeck, Max Oppenheimer, Tristan Tzara és Hans Arp. A megnyitás napján Oppenheimer és Arp festményei, illetve Janco maszkjai díszítették a helyiség falát, esténként pedig különböző műsorokat adtak elő.

## Történet
Az ötven ülőhelyes szórakozóhelyen színpad, kiállító- és előadóterem is volt. A dadaista művészek március 30-án indították sajátos rendezvénysorozatukat. A színpadon értelmetlen, halandzsa nyelvezetű hangverseikkel, majd többek által előadott, hangzavarba torkolló szimultán versekkel és lármazenei produkciókkal léptek fel. Georges Hugner korabeli beszámolója így jegyezte le a látottakat, hallottakat: „A színpadon kulcsokkal és fémdobozokkal zörögtek zenélés címén , amíg a közönség megvadulva tiltakozni nem kezdett. Serner, versszavalás helyett virágcsokrot helyezett egy próbabábu lábához. Hatalmas cukorsüveg formájú kalap alól egy hang Arp verseit szavalta. Hülsenbeck mind hangosabban üvöltötte saját költeményeit, míg Tzara nagydobon hasonló crescendóban ütötte ugyanazt a ritmust. Hülsenbeck és Tzara a medvebocs hangját utánozva táncolt. Vagy pedig zsákba bújva, csővel a fejükön kacsáztak, és ezt a produkciót »fekete kakadu«-nak nevezték.” Hasonló rendezvényeket tartottak más helyszíneken is, például a „Kaufleute” termében is. Az 1500 néző előtt előadott produkció azonban botrányba és verekedésbe fulladt.
A dadaisták 1916 júniusában Cabaret Voltaire címmel kiadványt jelentettek meg, amiben Ball, Apollinaire, Cendrars, Marinetti, Tzara és mások is közreműködtek, a címlapot Arp tervezte. Ebben a kiadványban jelent meg a dada kifejezés: „Az itt összegyűlt művészek elkövetkezendő célja egy nemzetközi szemle közreadása. A szemle Zürichben fog megjelenni, és a DADA (Dada) Dada Dada Dada Dada címet fogja viselni.”
A dadaista mozgalom még csak ekkoriban kezdett kibontakozni és terjedni Európa más városaiban, sőt Amerikában is, a Cabaret Voltaire 1917-ben megszüntette működését.

## Utóélet
Az évek, évtizedek alatt az épület állaga folyamatosan romlott, mígnem a zürichi vezetés a lebontása mellett döntött. Magukat új-dadaistáknak nevező művészek egy csoportja azonban 2001–2002 telén elfoglalta az egykori mulatót, kifestették kívül-belül, és mintegy három hónapig performanszokat, költői esteket és filmelőadásokat tartottak benne. A rendőrség 2002 áprilisában távolította el őket az épületből. A házat végül felújították, és az eredetihez hasonló elképzelésekkel, művészeti kabaréként nyitották meg újra, széles körű programkínálattal, kiállításokkal.

## Érdekesség
1916/17-ben a közel egy évig az utcában lakó Lenin házaspár is bizonyára látogatta a műintézetet. Innen eredhet a feltételezés, hogy a nagy forradalmár alkalmasint titkos dadaista volt.